# Пола (тяжёлый крейсер)
Pola (Пола) — тяжелый крейсер Королевского Итальянского флота типа Зара.
Заложен на верфи «Cantieri Odero Terni-Orlando» в Ливорно 17 марта 1931 года, спущен на воду 5 декабря 1931 года, вступил в строй 11 декабря 1932 года.
28 марта 1941 в бою близ мыса Матапан тяжело поврежден торпедой английского торпедоносца «Swordfish». 29 марта 1941 потоплен торпедой английского эсминца «Jervis» в точке с координатами 35°18′ с. ш. 21°13′ в. д..